# Historia de la aerodinámica

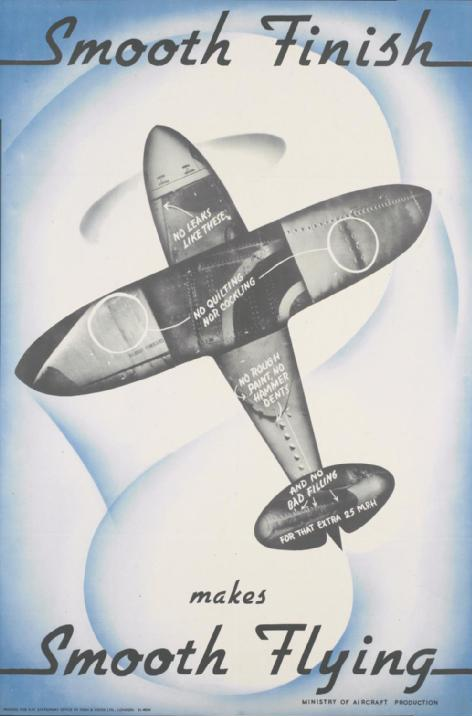
Póster del Ministerio de Producción Aeronáutica inglés sobre aerodinámica.

La aerodinámica es una rama de la dinámica que se ocupa del estudio del movimiento del aire. Es un subcampo de la dinámica de fluidos y la dinámica de gases, y el término «aerodinámica» se utiliza a menudo para referirse a la dinámica de fluidos.
Los primeros registros de conceptos aerodinámicos fundamentales se remontan a los trabajos de Aristóteles y Arquímedes en los siglos II y III a. C., pero los esfuerzos por desarrollar una teoría cuantitativa del flujo de aire no comenzaron hasta el siglo XVIII. En 1726, Isaac Newton se convirtió en uno de los primeros aerodinámicos en el sentido moderno cuando desarrolló una teoría de la resistencia del aire que más tarde se verificó para velocidades de flujo bajas. Los investigadores llevaron a cabo experimentos de resistencia del aire a lo largo de los siglos XVIII y XIX, con la ayuda de la construcción del primer túnel de viento en 1871. En su publicación de 1738 Hydrodynamica, Daniel Bernoulli describió una relación fundamental entre la presión, la velocidad y la densidad, ahora denominada principio de Bernoulli, que proporciona un método para explicar el sustentación.
Los trabajos aerodinámicos a lo largo del siglo XIX buscaban lograr el vuelo más pesado que el aire. George Cayley desarrolló el concepto de la aeronave moderna de ala fija en 1799 y, al hacerlo, identificó las cuatro fuerzas fundamentales del vuelo: sustentación, empuje, arrastre, y peso. El desarrollo de predicciones razonables del empuje necesario para propulsar el vuelo, junto con el desarrollo de perfiles aerodinámicos de alta sustentación y baja resistencia, allanó el camino para el primer vuelo propulsado. El 17 de diciembre de 1903, los Wilbur y Orville Wright volaron en la primera aeronave propulsada con éxito. El vuelo, y la publicidad que recibió, dio lugar a una colaboración más organizada entre aviadores y aerodinámicos, abriendo el camino a la aerodinámica moderna.
Los avances teóricos en aerodinámica se realizaron en paralelo a los avances prácticos. Se descubrió que la relación descrita por Bernoulli solo era válida para el flujo incompresible e inviscido. En 1757, Leonhard Euler publicó las ecuaciones de Euler, extendiendo el principio de Bernoulli al régimen de flujo compresible. A principios del siglo XIX, el desarrollo de las ecuaciones de Navier-Stokes amplió las ecuaciones de Euler para tener en cuenta los efectos de la viscosidad. Durante la época de los primeros vuelos, varios investigadores desarrollaron teorías independientes que relacionaban la circulación con la sustentación. Ludwig Prandtl fue uno de los primeros en investigar las capas límite durante esta época.

## De la Antigüedad al

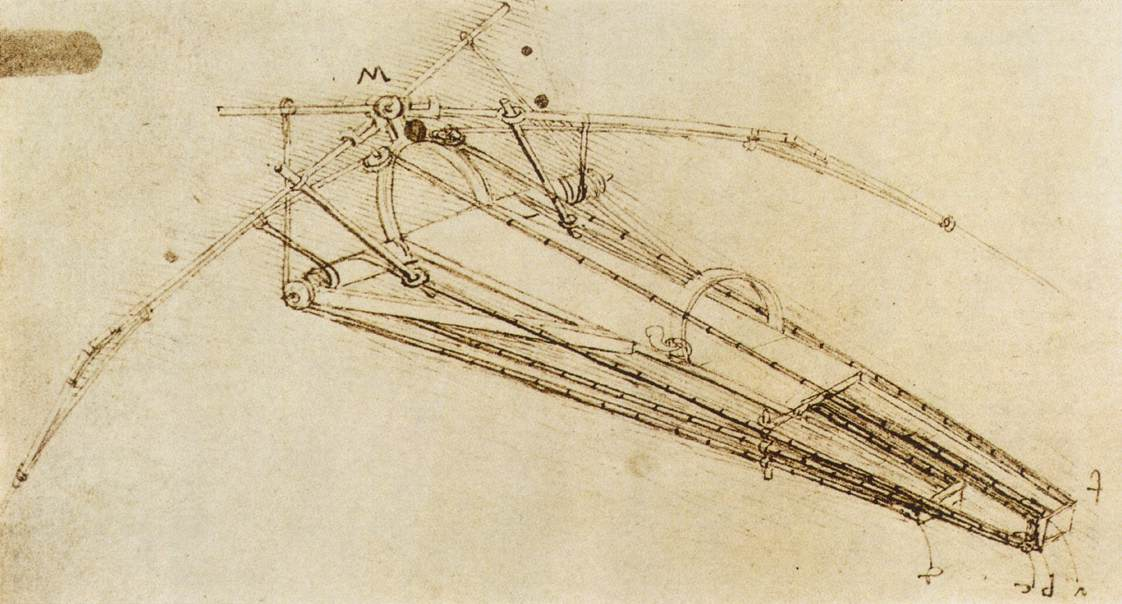
Un dibujo de un diseño para una máquina voladora de Leonardo da Vinci (c. 1488). Esta máquina era un ornitóptero, con alas batientes similares a las de un pájaro, presentado por primera vez en su Códice del vuelo de las aves en 1505.

## De la Antigüedad alsigloXIX

### Fundamentos teóricos
Aunque la teoría moderna de la ciencia aerodinámica no surgió hasta el siglo XVIII, sus fundamentos comenzaron a surgir en la antigüedad. La aerodinámica fundamental supuesto de continuidad tiene su origen en el Tratado sobre el cielo de Aristóteles, aunque Arquímedes, que trabajó en el siglo III a. C., fue la primera persona en afirmar formalmente que un fluido podía tratarse como un continuo. Arquímedes también introdujo el concepto de que el flujo de un fluido estaba impulsado por un gradiente de presión dentro del fluido. Esta idea resultaría más tarde fundamental para la comprensión del flujo de fluidos.
En 1687, los Principia de Newton presentaron las leyes del movimiento de Newton, el primer enfoque teórico completo para comprender los fenómenos mecánicos. En particular, la segunda ley de Newton, una afirmación de la conservación del momento, es uno de los tres principios físicos fundamentales utilizados para obtener las ecuaciones de Euler y las ecuaciones de Navier-Stokes.
En 1738, el matemático danés-suizo Daniel Bernoulli publicó Hydrodynamica, en el que describía la relación fundamental entre presión y velocidad, conocida hoy en día como principio de Bernoulli. Esto establece que la presión de un fluido que fluye disminuye a medida que aumenta su velocidad y, como tal, fue un avance temprano significativo en la teoría de la dinámica de fluidos, y se cuantificó por primera vez en una ecuación derivada por Leonhard Euler Esta expresión, a menudo llamada ecuación de Bernoulli, relaciona la presión, la densidad y la velocidad en dos puntos a lo largo de una línea de corriente dentro de un fluido en movimiento de la siguiente manera:
{\displaystyle {v_{1}^{2} \over 2}+{p_{1} \over \rho }={v_{2}^{2} \over 2}+{p_{2} \over \rho }}
La ecuación de Bernoulli ignora la compresibilidad del fluido, así como los efectos de la gravedad y las fuerzas viscosas sobre el flujo. Leonhard Euler publicaría las ecuaciones de Euler en 1757, que son válidas tanto para flujos compresibles como incompresibles. Las ecuaciones de Euler se ampliaron para incorporar los efectos de la viscosidad en la primera mitad del siglo XIX, lo que dio lugar a las Ecuaciones de Navier-Stokes

### Estudios de la resistencia del aire

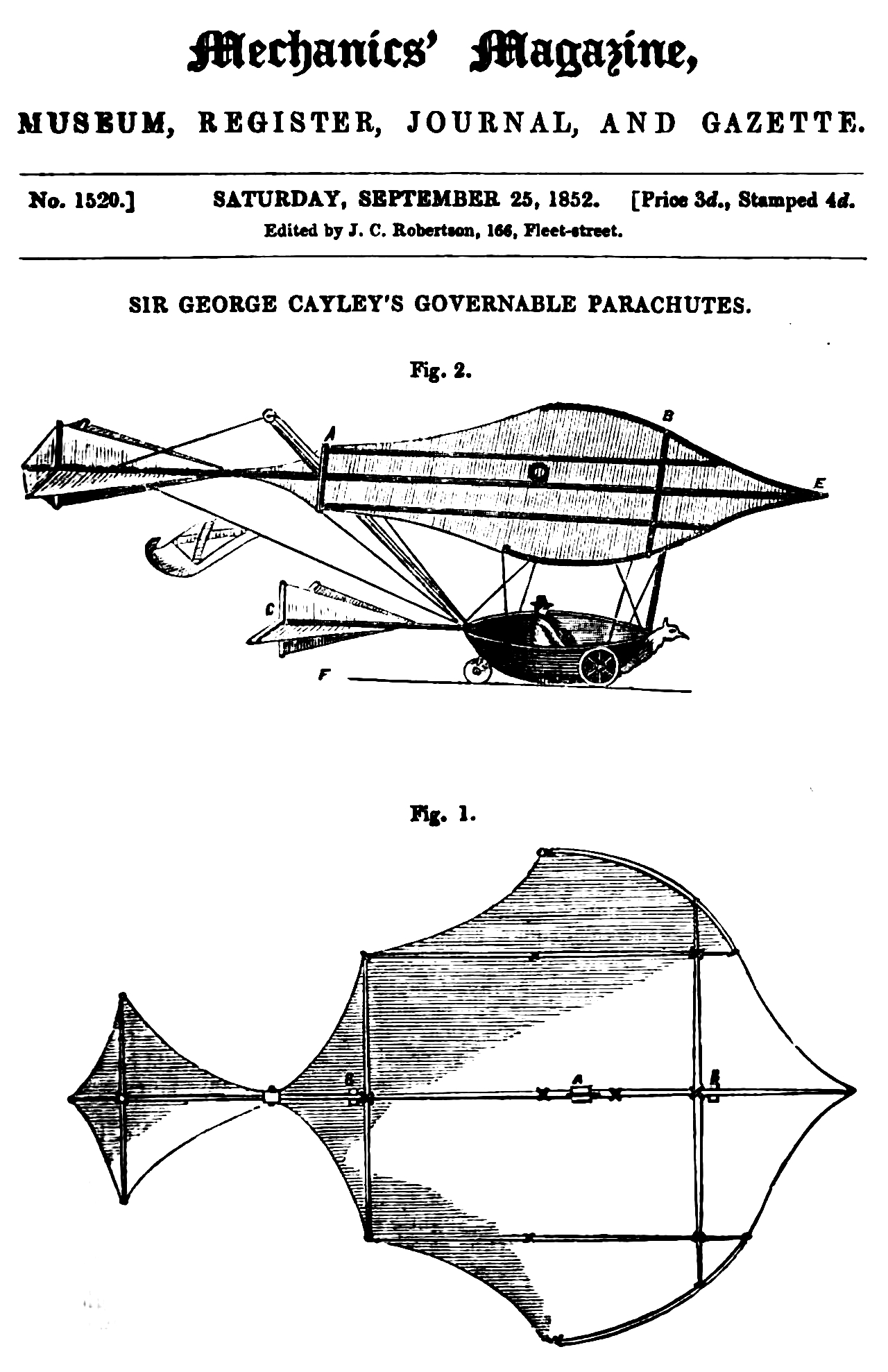
Un dibujo de un planeador de Sir George Cayley, uno de los primeros intentos de crear una forma aerodinámica

El efecto retardador del aire sobre un objeto en movimiento fue uno de los primeros fenómenos aerodinámicos que se exploraron. Aristóteles escribió sobre la resistencia del aire en el siglo IV a. C., pero carecía de los conocimientos necesarios para cuantificar la resistencia que observó. De hecho, Aristóteles sugirió paradójicamente que el movimiento del aire alrededor de una lanza lanzada resistía su movimiento y lo impulsaba hacia adelante. En el siglo XV, Leonardo da Vinci publicó el Codex Leicester, en el que rechazaba la teoría de Aristóteles e intentaba demostrar que el único efecto del aire sobre un objeto lanzado era resistir su movimiento, y que la resistencia del aire era proporcional a la velocidad de flujo, una conclusión falsa que fue apoyada por las observaciones de Galileo en el siglo XVII sobre la disminución del movimiento pendular.  Además de su trabajo sobre la resistencia, da Vinci fue la primera persona en registrar una serie de ideas aerodinámicas, entre las que se incluyen la descripción correcta de la circulación de vórtices y el principio de continuidad aplicado al flujo en canales.
La verdadera dependencia cuadrática de la resistencia a la velocidad fue demostrada experimentalmente de forma independiente por Edme Mariotte y Christiaan Huygens, ambos miembros de la Academia de Ciencias de París, a finales del siglo XVII. Sir Isaac Newton se convirtió más tarde en la primera persona en derivar teóricamente esta dependencia cuadrática de la resistencia del aire a principios del siglo XVIII, lo que lo convirtió en uno de los primeros aerodinámicos teóricos. Newton afirmó que la resistencia era proporcional a las dimensiones de un cuerpo, la densidad del fluido y el cuadrado de la velocidad del aire, una relación que se demostró correcta para velocidades de flujo bajas, pero que entraba en conflicto directo con los hallazgos anteriores de Galileo. La discrepancia entre el trabajo de Newton, Mariotte y Huygens, y el trabajo anterior de Galileo no se resolvió hasta los avances en la teoría del flujo viscoso en el siglo XX.
Newton también desarrolló una ley para la fuerza de arrastre en una placa plana inclinada hacia la dirección del flujo de fluido. Usando «F» para la fuerza de arrastre, «ρ» para la densidad, «S» para el área de la placa plana, «V» para la velocidad de flujo y «θ» para el ángulo de ataque, su ley se expresó como: 
{\displaystyle F=\rho SV^{2}\sin ^{2}(\theta )}
Esta ecuación sobrestima la resistencia en la mayoría de los casos y se utilizó a menudo en el siglo XIX para argumentar la imposibilidad del vuelo humano. A ángulos de inclinación bajos, la resistencia depende linealmente del seno del ángulo, no cuadráticamente. Sin embargo, la ley de resistencia de la placa plana de Newton ofrece predicciones razonables de la resistencia para flujos supersónicos o placas muy delgadas en ángulos de inclinación grandes que conducen a la separación del flujo. ref>von Karman, Theodore (2004).  Dover Publications, ed. Aerodynamics: Temas seleccionados a la luz de su desarrollo histórico. ISBN 0-486-43485-0. OCLC 53900531.</ref>
Los investigadores llevaron a cabo experimentos de resistencia del aire a lo largo de los siglos XVIII y XIX. Las teorías de resistencia fueron desarrolladas por Jean le Rond d'Alembert, Gustav Kirchhoff, y Lord Rayleigh. Las ecuaciones para el flujo de fluidos con fricción fueron desarrolladas por Claude-Louis Navier y George Gabriel Stokes. Para simular el flujo de fluidos, muchos experimentos consistían en sumergir objetos en corrientes de agua o simplemente dejarlos caer desde lo alto de un edificio alto. Hacia el final de este período, Gustave Eiffel utilizó su Torre Eiffel para ayudar en las pruebas de caída de placas planas.
Una forma más precisa de medir la resistencia es colocar un objeto dentro de una corriente de aire artificial y uniforme cuya velocidad se conozca. La primera persona en experimentar de esta manera fue Francis Herbert Wenham, quien al hacerlo construyó el primer túnel de viento en 1871. Wenham también fue miembro de la primera organización profesional dedicada a la aeronáutica, la Royal Aeronautical Society del Reino Unido. Los objetos colocados en los modelos de túneles de viento son casi siempre más pequeños que en la práctica, por lo que se necesitaba un método para relacionar los modelos a pequeña escala con sus homólogos en la vida real. Esto se logró con la invención del número de Reynolds adimensional por parte de Osborne Reynolds. Reynolds también experimentó con la transición de flujo laminar a flujo turbulento en 1883.

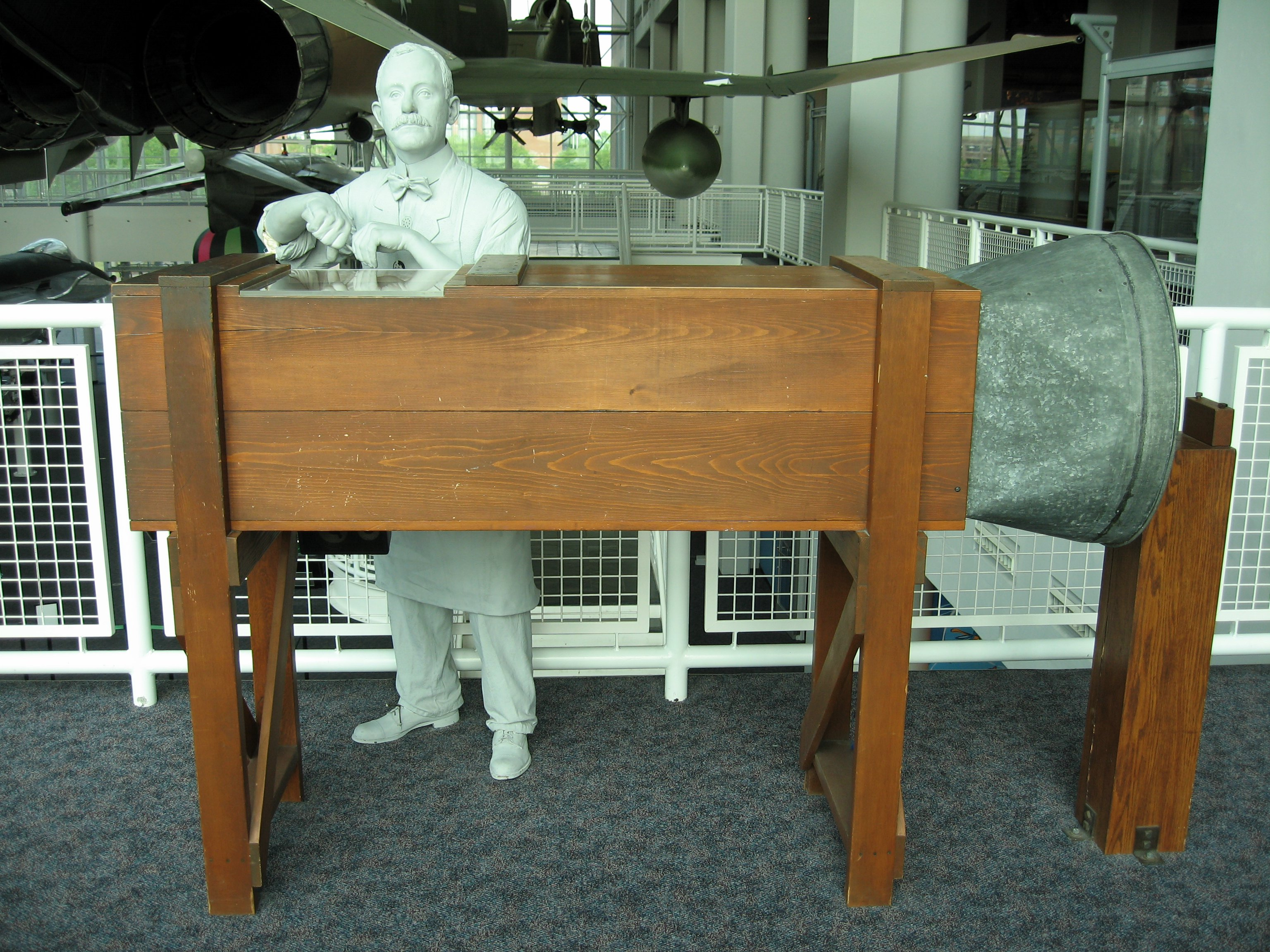
Una réplica del túnel de viento de los hermanos Wright se exhibe en el Centro Espacial y Aéreo de Virginia. Los túneles de viento fueron clave en el desarrollo y validación de las leyes de la aerodinámica.

## Avances en la aviación
Se considera que Sir George Cayley fue la primera persona en identificar las cuatro fuerzas aerodinámicas del vuelo —peso, sustentación, resistencia del aire y Empuje— desde al menos 1796, cuando construyó un modelo de helicóptero, hasta su muerte en 1857, a Sir George Cayley se le atribuye el mérito de ser la primera persona en identificar las cuatro fuerzas aerodinámicas del vuelo (peso, sustentación, resistencia y empuje) y las relaciones entre ellas. A Leonardo da Vinci también se le atribuye el mérito de ser la primera persona en desarrollar el concepto moderno de avión de ala fija; aunque las notas de da Vinci contienen dibujos y descripciones de una máquina de vuelo más pesada que el aire de ala fija, las notas de da Vinci quedaron desorganizadas y dispersas tras su muerte, y sus logros en aerodinámica no se redescubrieron hasta después de que la tecnología hubiera progresado mucho más allá de los avances de da Vinci. 
A finales del siglo XIX, se identificaron dos problemas antes de que se pudiera realizar el vuelo más pesado que el aire. El primero fue la creación de alas aerodinámicas de alta sustentación y baja resistencia. El segundo problema fue cómo determinar la potencia necesaria para un vuelo sostenido. Durante este tiempo, se sentaron las bases de la dinámica de fluidos y la aerodinámica modernas, y otros entusiastas menos inclinados a la ciencia probaron varias máquinas voladoras con poco éxito.
En 1884, John J. Montgomery, un estadounidense formado en física, comenzó a experimentar con diseños de planeadores. Utilizando una mesa de agua con agua circulante y una cámara de humo, comenzó a aplicar la física de la dinámica de fluidos para describir los movimientos del flujo sobre superficies curvas como los perfiles aerodinámicos. En 1889, Charles Renard, un ingeniero aeronáutico francés, se convirtió en la primera persona en predecir razonablemente la potencia necesaria para un vuelo sostenido. Renard y el físico alemán Hermann von Helmholtz exploraron la carga alar (relación peso-área alar) de las aves, llegando a la conclusión de que los humanos no podían volar por sus propios medios colocándose alas en los brazos. Otto Lilienthal, siguiendo el trabajo de Sir George Cayley, fue la primera persona en tener mucho éxito con los vuelos en planeador. Lilienthal creía que los perfiles aerodinámicos delgados y curvos producirían una gran sustentación y una baja resistencia.
El libro de Octave Chanute de 1893, Progress in Flying Machines, describía todas las investigaciones conocidas realizadas en todo el mundo hasta ese momento.  El libro de Chanute fue de gran utilidad para los interesados en la aerodinámica y las máquinas voladoras.
Con la información contenida en el libro de Chanute, la asistencia personal del propio Chanute y la investigación llevada a cabo en su propio túnel de viento, los hermanos Wright adquirieron suficientes conocimientos de aerodinámica para hacer volar la primera aeronave propulsada el 17 de diciembre de 1903. El vuelo de los hermanos Wright confirmó o refutó varias teorías aerodinámicas. La teoría de la fuerza de resistencia de Newton finalmente se demostró incorrecta. Este primer vuelo ampliamente publicitado condujo a un esfuerzo más organizado entre aviadores y científicos, abriendo el camino a la aerodinámica moderna.
Durante la época de los primeros vuelos, John J. Montgomery, Frederick W. Lanchester, Martin Kutta y Nikolái Zhukovski crearon de forma independiente teorías que relacionaban la circulación de un flujo de fluido con la sustentación. Kutta y Zhukovsky desarrollaron una teoría de las alas bidimensionales. Ampliando el trabajo de Lanchester, a Ludwig Prandtl se le atribuye el desarrollo de las matemáticas detrás de las teorías de los perfiles aerodinámicos delgados y las líneas de sustentación, así como del trabajo con las capas límite. Prandtl, profesor de la Universidad de Gotinga, instruyó a muchos estudiantes que desempeñarían papeles importantes en el desarrollo de la aerodinámica, como Theodore von Kármán y Max Munk.

## Problemas de diseño con el aumento de la velocidad
La compresibilidad es un factor importante en la aerodinámica. A bajas velocidades, la compresibilidad del aire no es significativa en relación con el diseño de las aeronaves, pero a medida que el flujo de aire se aproxima y supera la velocidad del sonido, una serie de nuevos efectos aerodinámicos cobran importancia en el diseño de las aeronaves. Estos efectos, a menudo varios a la vez, dificultaban mucho que las aeronaves de la Segunda Guerra Mundial alcanzaran velocidades muy superiores a los 800 km/h (500 mph).
Algunos de los efectos menores incluyen cambios en el flujo de aire que provocan problemas de control. Por ejemplo, el P-38 Lightning, con su ala gruesa y de gran sustentación, tenía un problema particular en las inmersiones a alta velocidad que provocaba una inclinación hacia abajo de la nariz, lo que posteriormente se denominó Mach tuck. Los pilotos entraban en picado y luego se daban cuenta de que ya no podían controlar el avión, que seguía inclinándose hacia abajo. El problema se solucionó añadiendo un «flap de picado» a la superficie inferior del ala. Esto aumentó la resistencia y alteró significativamente el patrón de flujo alrededor del perfil aerodinámico.
Un problema similar afectó a algunos modelos del Supermarine Spitfire. A altas velocidades, los alerones podían aplicar más torque del que podían soportar las delgadas alas del Spitfire, y toda el ala se torcía en la dirección opuesta. Esto significaba que el avión giraba en la dirección opuesta a la que pretendía el piloto, lo que provocó varios accidentes. Los modelos anteriores no eran lo suficientemente rápidos como para que esto supusiera un problema, por lo que no se detectó hasta que aparecieron los modelos posteriores del Spitfire, como el Mk.IX. Este problema se mitigó añadiendo una considerable rigidez torsional a las alas y se solucionó por completo con la introducción del Mk.XIV.
El Messerschmitt Bf 109 y el Mitsubishi Zero tenían exactamente el problema contrario, ya que los controles dejaban de funcionar. A velocidades más altas, el piloto simplemente no podía mover los controles porque había demasiado flujo de aire sobre las superficies de control. Los aviones se volvían difíciles de maniobrar y, a velocidades lo suficientemente altas, los aviones que no tenían este problema podían adelantarlos.
Estos problemas se resolvieron finalmente cuando los aviones a reacción alcanzaron velocidades transónicas y supersónicas. Los científicos alemanes de la Segunda Guerra Mundial experimentaron con alas en flecha. Sus investigaciones se aplicaron al MiG-15 y al F-86 Sabre, así como a bombarderos como el B-47 Stratojet, que utilizaban alas en flecha que retrasaban la aparición de ondas de choque y reducían la resistencia.
Para mantener el control cerca y por encima de la velocidad del sonido, a menudo es necesario utilizar planos de cola totalmente voladores accionados por motor (estabilizadores) o alas delta equipadas con elevones accionados por motor. El accionamiento por motor evita que las fuerzas aerodinámicas anulen las órdenes de control de los pilotos.
Por último, otro problema común que entra en esta categoría es la vibración. A determinadas velocidades, el flujo de aire sobre las superficies de control se vuelve turbulento y los controles comienzan a vibrar. Si la velocidad de la vibración es similar a una armónica del movimiento del control, la resonancia podría romper el control por completo. Este fue un problema grave en el Zero y el VL Myrsky. Cuando se detectaron por primera vez los problemas de control deficiente a alta velocidad, se solucionaron diseñando un nuevo tipo de superficie de control con más potencia. Sin embargo, esto introdujo un nuevo modo resonante y se perdieron varios aviones antes de que se descubriera. En el diseño del VL Myrsky, este problema se contrarrestó aumentando la rigidez y el peso del ala, lo que aumentó la amortiguación de la oscilación armónica, lo que comprometió el rendimiento en cierta medida.
Todos estos efectos se mencionan a menudo junto con el término «compresibilidad», pero, en cierto modo, se utilizan de forma incorrecta. Desde un punto de vista estrictamente aerodinámico, el término debería referirse únicamente a los efectos secundarios que se producen como resultado de los cambios en el flujo de aire de un fluido incompresible (similar en efecto al agua) a un fluido compresible (que actúa como un gas) a medida que se aproxima la velocidad del sonido. Hay dos efectos en particular, la resistencia a las ondas y el número de Mach crítico.
La resistencia de onda es un aumento repentino de la resistencia de la aeronave, causado por la acumulación de aire delante de ella. A velocidades más bajas, este aire tiene tiempo de «apartarse», guiado por el aire que se encuentra delante de él y que está en contacto con la aeronave. Pero a la velocidad del sonido, esto ya no puede suceder, y el aire que antes seguía la línea de corriente alrededor de la aeronave ahora la golpea directamente. La cantidad de potencia necesaria para superar este efecto es considerable. El número de Mach crítico es la velocidad a la que parte del aire que pasa por encima del ala de la aeronave alcanza la velocidad supersónica.
A la velocidad del sonido, la forma en que se genera la sustentación cambia drásticamente, pasando de estar dominada por el principio de Bernoulli a las fuerzas generadas por las ondas de choque. Dado que el aire en la parte superior del ala viaja más rápido que en la parte inferior, debido al efecto Bernoulli, a velocidades cercanas a la del sonido, el aire en la parte superior del ala se acelerará hasta alcanzar velocidades supersónicas. Cuando esto ocurre, la distribución de la sustentación cambia drásticamente, lo que suele provocar una fuerte inclinación hacia abajo del morro. Dado que los aviones normalmente solo alcanzaban estas velocidades en picado, los pilotos informaban de que el avión intentaba caer en picado hacia el suelo.
La disociación absorbe una gran cantidad de energía en un proceso reversible. Esto reduce en gran medida la temperatura termodinámica del gas hipersónico desacelerado cerca de un vehículo aeroespacial. En las regiones de transición, donde esta disociación dependiente de la presión es incompleta, tanto la capacidad calorífica diferencial a presión constante como la beta (la relación entre el volumen y la presión diferencial) aumentan considerablemente. Esta última tiene un efecto pronunciado en la aerodinámica del vehículo, incluida la estabilidad.

## Más rápido que el sonido: finales delsigloXX
A medida que los aviones comenzaron a viajar más rápido, los aerodinámicos se dieron cuenta de que la densidad del aire comenzaba a cambiar al entrar en contacto con un objeto, lo que provocaba una división del flujo de fluidos en regímenes incompresibles y compresibles. En la aerodinámica compresible, tanto la densidad como la presión cambian, lo que constituye la base para calcular la velocidad del sonido. Newton fue el primero en desarrollar un modelo matemático para calcular la velocidad del sonido, pero no fue correcto hasta que Pierre-Simon Laplace tuvo en cuenta el comportamiento molecular de los gases e introdujo el coeficiente de dilatación adiabática. La relación entre la velocidad del flujo y la velocidad del sonido se denominó número de Mach en honor a Ernst Mach, uno de los primeros en investigar las propiedades del flujo supersónico, que incluía técnicas de fotografía Schlieren para visualizar los cambios de densidad. Macquorn Rankine y Pierre Henri Hugoniot desarrollaron de forma independiente la teoría de las propiedades del flujo antes y después de una onda de choque. Jakob Ackeret dirigió los trabajos iniciales sobre el cálculo de la sustentación y la resistencia en un perfil aerodinámico supersónico.  Theodore von Kármán y Hugh Latimer Dryden introdujeron el término transónico para describir las velocidades de flujo en torno a Mach 1, donde la resistencia aumenta rápidamente. Debido al aumento de la resistencia al acercarse a Mach 1, los aerodinámicos y los aviadores no se ponían de acuerdo sobre si era posible el vuelo supersónico.

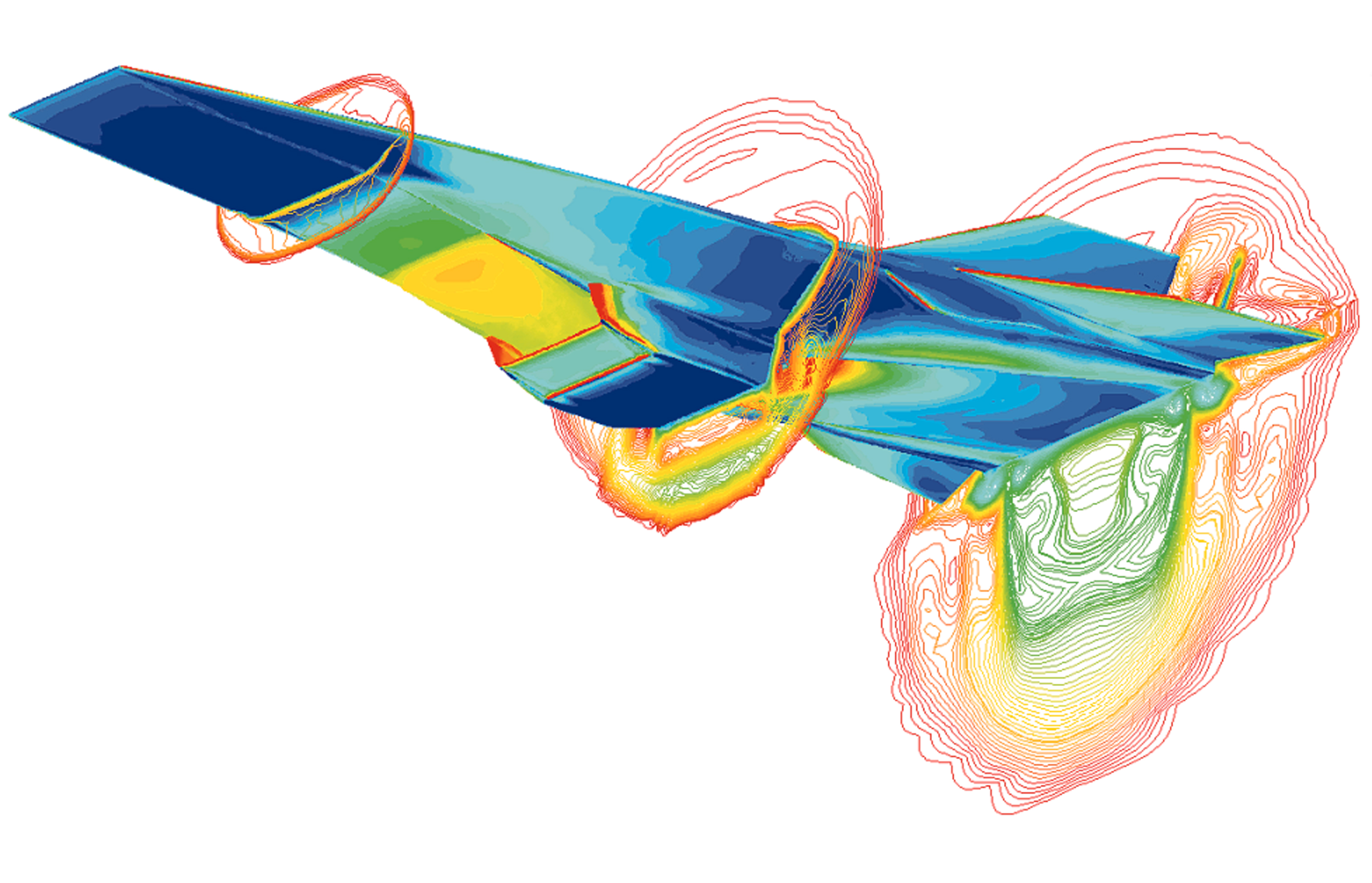
Imagen que muestra las ondas de choque del vehículo de investigación hipersónico X-43A de la NASA en vuelo a Mach 7, generadas mediante un algoritmo de dinámica de fluidos computacional.

El 30 de septiembre de 1935 se celebró en Roma un Congreso Volta sobre el tema del vuelo a alta velocidad y la posibilidad de romper la barrera del sonido.  Entre los participantes se encontraban Theodore von Kármán, Ludwig Prandtl, Jakob Ackeret, Eastman Jacobs, Adolf Busemann, Geoffrey Ingram Taylor, Gaetano Arturo Crocco y Enrico Pistolesi. Ackeret presentó un diseño para un túnel de viento supersónico. Busemann hizo una presentación sobre la necesidad de aviones con alas en flecha para vuelos a alta velocidad. Eastman Jacobs, que trabajaba para la NACA, presentó sus perfiles aerodinámicos optimizados para altas velocidades subsónicas, que dieron lugar a algunos de los aviones estadounidenses de alto rendimiento durante la Segunda Guerra Mundial. También se debatió sobre la propulsión supersónica. La barrera del sonido se rompió con el avión Bell X-1 doce años más tarde, gracias en parte a esas personas.
Cuando se rompió la barrera del sonido, gran parte de los conocimientos sobre aerodinámica subsónica y supersónica a baja velocidad habían madurado. La Guerra Fría impulsó una línea en constante evolución de aviones de alto rendimiento. La dinámica de fluidos computacional se inició como un esfuerzo por resolver las propiedades del flujo alrededor de objetos complejos y ha crecido rápidamente hasta el punto de que se pueden diseñar aviones completos utilizando un ordenador, con pruebas en túneles de viento seguidas de pruebas de vuelo para confirmar las predicciones del ordenador.
Con algunas excepciones, el conocimiento de la aerodinámica hipersónica ha madurado entre la década de 1960 y la década actual. Por lo tanto, los objetivos de un aerodinámico han pasado de comprender el comportamiento del flujo de fluidos a comprender cómo diseñar un vehículo para que interactúe adecuadamente con el flujo de fluidos. Por ejemplo, aunque se comprende el comportamiento del flujo hipersónico, la construcción de un avión scramjet para volar a velocidades hipersónicas ha tenido un éxito muy limitado. Junto con la construcción de un avión scramjet exitoso, el deseo de mejorar la eficiencia aerodinámica de los aviones y los sistemas de propulsión actuales seguirá impulsando nuevas investigaciones en aerodinámica. No obstante, siguen existiendo problemas importantes en la teoría aerodinámica básica, como la predicción de la transición a la turbulencia y la existencia y singularidad de las soluciones a las ecuaciones de Navier-Stokes.